# エロース
エロース（古希: Ἔρως，Erōs）は、ギリシア神話に登場する愛を司る神である。古代ギリシア語で愛（性愛）や恋を意味する｢エロース｣という語が神格化された概念である。日本語では長母音を省略してエロスとも呼ぶ。

## 概説

### 古代の記述
ヘーシオドスによれば、エロースはガイアと共にカオスより生まれた原初の力である。
後に、軍神アレースと愛の女神アプロディーテーの子であるとされるようになった。アプロディーテーの仲間の内で最も重要な存在だった。
本来は青年に近い姿で描かれていたが、時代が下がるにつれて、背中に翼があり手には弓と矢を持つ幼い少年または子供の姿で描かれる様になった。黄金で出来た矢に射られた者は激しい恋心にとりつかれ、鉛で出来た矢に射られた者は嫌悪の情を抱くようになる。
ある時、アポローンに嘲られたエロースは、復讐としてアポローンを金の矢で、ダプネーを鉛の矢で撃った。アポローンはダプネーへの恋慕のため、彼女を追い回し捕まえそうになるが、彼女は父に頼んでその身を月桂樹に変えた（ダプネー daphne とは古代ギリシア語で「月桂樹」の意）。

### ローマ神話との対応
ローマ神話では、エロースにはアモル(Amor)またはクピードー(Cupido)を対応させる｡クピードーは英語読みでキューピッドと呼ばれた。

## 「愛と心の物語」

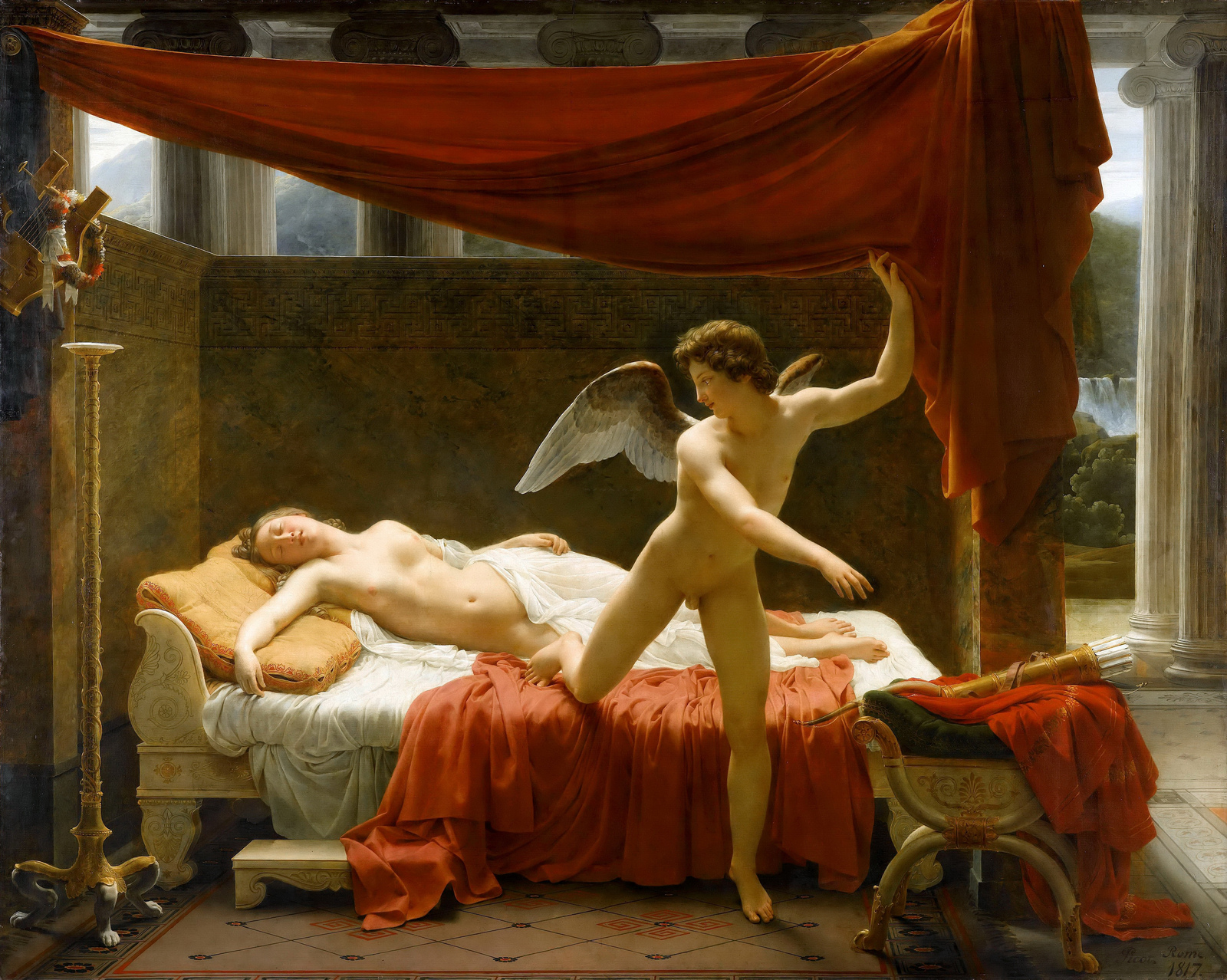
フランソワ＝エドゥアール・ピコの1817年の絵画『アモルとプシュケ（愛と心）』。

王の末娘プシューケーは絶世の美女であり、その評判はアプロディーテーを凌ぐ程であった。アプロディーテーはこれに怒り、この娘を世界で一番下賤な男と結婚させるようエロースに命じた。だがエロースは誤って金の矢で自身の親指を傷つけてしまい、プシューケーに恋をしてしまう。
プシューケーの結婚相手が見つからないので両親が神託を伺うと、花嫁衣装を着せて山の上に置けということであった。彼女は山から西風によってエロースの宮殿に運ばれる。プシューケーと同居したエロースだが、彼は彼女に対して声を聴かせるのみで決して姿を見せようとしなかった。姉たちに唆されたプシューケーが灯りをエロースに当てると、燭台の蝋が彼の肩に滴り、怒った彼は彼女の元から去ってしまった。
その後、プシューケーは姑アプロディーテーの出す難題を解くため冥界に行ったりなどして、ついにエロースと再会する。この話は、アープレーイウスが『黄金の驢馬』の中に記した挿入譚で、「愛と心」の関係を象徴的に神話にしたものである。プシューケーとは古代ギリシア語で「魂」の意味である。
プシューケーとの間にはウォルプタース（ラテン語で「喜び」の意）という名の女神が生まれた。